# Гуданов, Дмитрий Константинович
Дми́трий Константи́нович Гуда́нов (род. 9 июля 1975, Москва, СССР) — российский артист балета, премьер Большого театра. Народный артист России (2012).

## Биография
В 1994 году окончил Московское академическое хореографическое училище по классу профессора Леонида Жданова и был принят в кордебалет Большого театра. Начал работать под руководством Виктора Барыкина и Михаила Лавровского, в последние годы репетирует с Юрием Владимировым. В 1998 году по итогам конкурса в балетной труппе стал солистом. 25 июня 2004 года после представления балета «Дочь фараона» был объявлен премьером.
25 сентября 2000 года на сцене филиала Малого театра прошла премьера балета Михаила Лавровского «Нижинский». Заглавную партию исполнял Дмитрий Гуданов.
В 2007 и 2008 годы принимал участие в программе «Короли танца» совместно с такими артистами, как Анхель Корейя, Итан Стифел, Йохан Кобборг, Хосе Мануэль Карреньo, Хоакин Де Луц, Дэвид Холберг, Николай Цискаридзе. Постоянный участник международного проекта «Звезды XXI века», организованного канадскими импресарио Надей Веселовой-Тенсер и Соломоном Тенсером. В 2011 году участвовал в Международном фестивале балета «Мариинский».
В 2020 — 2022 — главный балетмейстер Астраханского театра оперы и балета.

## Репертуар вБольшом театре
- 1994 — «Сильфида», хореография Августа Бурнонвиля, постановка Эльзы Марианны фон Розен — Юноши
- 1995 — «Щелкунчик», балетмейстер Юрий Григорович — Французская кукла
- 1997 — «Фантазия на тему Казановы», балетмейстер Михаил Лавровский — Казанова
- 1997 — «Спящая красавица», хореография Мариуса Петипа, редакция Юрия Григоровича — Принц Фортюне
- 1997 — «Жизель», редакция Владимира Васильева — Па д’аксьон
- 1998 — «Сны о Японии» балетмейстер Алексей Ратманский — Девушка-Журавль — первый исполнитель
- 1998 — «Паганини», хореография Леонида Лавровского, редакция Владимира Васильева — Паганини
- 1999 — «Ромео и Джульетта», хореография Леонида Лавровского — Меркуцио
- 1999 — «Сильфида», хореография Августа Бурнонвиля, постановка Эльзы Марианны фон Розен — Джеймс
- 1999 — «Агон», хореография Джорджа Баланчина — Первое па де труа
- 1999 — «Симфония до мажор», хореография Джорджа Баланчина — Солист I части
- 1999 — «Жизель», редакция Владимира Васильева — Альберт
- 1999 — «Моцартиана», хореография Джорджа Баланчина — Солист
- 2000 — «Дочь фараона», балетмейстер Пьер Лаккотт — Рыбак — первый исполнитель
- 2000 — «Русский Гамлет», балетмейстер Борис Эйфман — Сын императрицы
- 2000 — «Щелкунчик», балетмейстер Юрий Григорович — Щелкунчик-принц
- 2001 — «Послеполуденный отдых фавна», хореография Джерома Роббинса — Солист
- 2002 — «Тщетная предосторожность», хореография Фредерика Аштона, постановка Александра Гранта — Колен
- 2002 — «Шопениана», хореография Михаила Фокина — Юноша
- 2003 — «Собор Парижской богоматери», хореография Ролана Пети — Клод Фролло
- 2004 — «Спящая красавица», хореография Мариуса Петипа, редакция Юрия Григоровича — Принц Дезире
- 2004 — «Па де де Чайковского», хореография Джорджа Баланчина — Солист
- 2004 — «Пиковая дама», хореография Ролана Пети — Германн
- 2004 — «Лебединое озеро», балетмейстер Юрий Григорович (2-я редакция) — Принц Зигфрид
- 2004 — «Леа» балетмейстер Алексей Ратманский — Ханан
- 2004 — «Дочь фараона», балетмейстер Пьер Лаккотт — Лорд Вильсон — Таор
- 2005 — «Треуголка», хореография Леонида Мясина — Мельник
- 2005 — «Дон Кихот», редакция Алексея Фадеечева — Базиль
- 2006 — «Золушка», балетмейстер Юрий Посохов — Принц
- 2006 — «Баядерка», редакция Юрия Григоровича — Солор
- 2007 — «Misericordes», балетмейстер Кристофер Уилдон — Солист
- 2007 — «Урок», балетмейстер Флеминг Флиндт — Учитель
- 2009 — «Эсмеральда», хореография Мариуса Петипа, постановка и новая хореография Юрия Бурлаки и Василия Медведева — Феб де Шатопер
- 2010 — Большое классическое па из балета «Пахита», хореография Мариуса Петипа, редакция Юрия Бурлаки — Люсьен д’Эрвильи
- 2011 — «Рубины», хореография Джорджа Баланчина — Солист
- 2011 — «Спящая красавица», хореография Мариуса Петипа, новая хореографическая редакция Юрия Григоровича — Принц Дезире
- 2012 — «Пламя Парижа», постановка А. Ратманского с использованием хореографии В. Вайнонена — «Коста де Борегар»
- 2012 — «Драгоценности», хореография Дж. Баланчина — ведущая партия в «Изумрудах»
- 2012 — «Мойдодыр», постановка Ю. Смекалова — «Волшебник/Чуковский»
- 2013 — «Драгоценности», хореография Дж. Баланчина — ведущая партия в «Бриллиантах»
- 2013 — «Онегин», хореография Дж. Крэнко — «Ленский»
- 2014 — «Марко Спада», хореография П. Лакотта по Ж. Мазилье — «Марко Спада»

## Фильмография
- 1997 — «Жизель» — Па д’аксьон
- 2003 — «Дочь фараона» — Рыбак
- 2010 — «Гранд Балет Гала. Шедевры», телеканал Культура
- 2011 — «Жизель» — Граф Альберт

## Звания и награды
- 1996 — Лауреат Открытого конкурса артистов балета России «Арабеск» в Перми (II премия и приз жюри прессы «Danse Noble»)
- 1998 — Лауреат Международного конкурса молодых артистов балета в Париже (I премия)
- 1999 — Лауреат премии фестиваля «Московские дебюты» Центральный Дом актёра им. А. А. Яблочкиной
- 2000 — Приз журнала «Балет» «Душа танца» в номинации «Восходящая звезда»
- 2001 — Почетная грамота Правительства Москвы
- 2005 — Заслуженный артист Российской Федерации
- 2012 — Народный артист Российской Федерации[1][2]

### Видео
- Дмитрий Гуданов — фрагмент из балета «Русский Гамлет» 2007
- Дмитрий Гуданов и Анастасия Горячева — «Видение розы»
- Дмитрий Гуданов — Журавль «Гранд Балет Гала. Шедевры» на Телеканале Культура, 14.06.2010
- Дмитрий Гуданов и Мария Александрова — фрагмент из балета «Треуголка» «Гранд Балет Гала. Шедевры» на Телеканале Культура, 14.06.2010
- Дмитрий Гуданов и Мария Александрова — Гран па де де Обера «Гранд Балет Гала. Шедевры» на Телеканале Культура, 14.06.2010